# Шульц, Готфрид
Готфрид Шульц (нем. Gottfried Schulz, 25 октября 1846, Денневиц, Бессарабия, Российская империя — 27 апреля 1925, Софиенталь, Бессарабия, Королевство Румыния) — крупный землевладелец и торговец скотом в Бессарабии, бессарабско-немецкого происхождения. Путём покупки земли в большом количестве он внёс решающий вклад во внутреннюю колонизацию в Бессарабии в пользу своих соотечественников. Готфрид вёл свои дела совместно с братом Готлибом Шульцем.

## Биография
Готфрид Шульц родился в земледельческой семье бессарабских немцев в деревне Денневице, которую основали в 1834 году, и в которой в 1940 году проживало около 550 немецких жителей.
Первоначально Готфрид управлял фермой в немецком поселении Ной-Постталь. Он добился своего первого экономического успеха, продавая свою сельскохозяйственную продукцию в Аккерман и Одессу. Шульц решил вместе со своим братом Готлибом Шульцем зимой покупать скот на рынках. Владельцы, которые в основном принадлежали к другим группам населения, больше не могли собирать деньги на корм. Братья Шульцы нанимали пастухов, которые откармливали скот на арендованных пастбищах весной и летом. Осенью стада крупного рогатого скота отправлялись в Аккерман и Одессу для продажи. Таким образом, Готфрид Шульц превратился в самого крупного торговца скотом в южной Бессарабии.
Свой капитал братья использовали для приобретения земли у крупных знатных русских землевладельцев и перепродажи её своим немецким соотечественникам. В качестве комиссии предполагалось брать 1% от суммы покупки. Русское дворянство в этот период имело большую потребность в капитале.
В результате покупки и продажи земли жители многочисленных бессарабских немецких деревень стали владельцами земли, которую они ранее арендовали. Это также привело к появлению многочисленных новых немецких поселений на купленной земле. 
В общей сложности Готфрид Шульц в Бессарабии купил около 40 000 десятин земли. Также, было совершено более крупное приобретение 10 000 десятин земли на Северном Кавказе, которое предназначалось для поселенцев немецкого происхождения. Однако проект потерпел неудачу, поскольку на поселенцев напало местное население. 